# بيرية (الأردن)

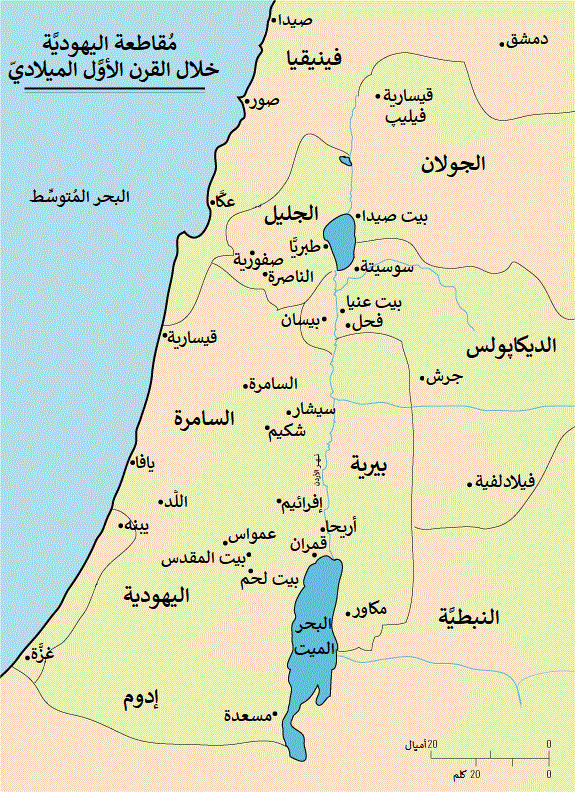
بيرية والمناطق المحيطة بها في القرن الأول ميلادية

بيرية (بالإنجليزية: Perea)‏ جزء من مملكة هيرودس الكبير وتستخدم للدلالة على الجزء الشرقي التابع للمملكة الممتد إلى الجانب الشرقي من وادي نهر الأردن. حدود بيرية قديما كانت من حوالي أسفل ثلث الطريق بين بحيرة طبريا والبحر الميت إلى ثلث الطريق أسفل الشاطئ الشرقي من البحر الميت. ولا تمتد كثيرا شرق البلاد حوالي ثلاثين كيلومتر لتشمل اجزاء من مناطق البلقاء اليوم ومادبا وغيرها. تقليديا حدود بيرية كانت إلى الضفة الشرقية لنهر الأردن بين نهري وادي الموجب (نهر أرنون) ونهر اليرموك. حظيت بيرية زمن الرومان بحكم مشترك وكان يقاسم هيرودس أنتيبوس هيرودس الكبير حكمها بالإضافة لمشاركته أيضا حكم الجليل.

## معرض صور

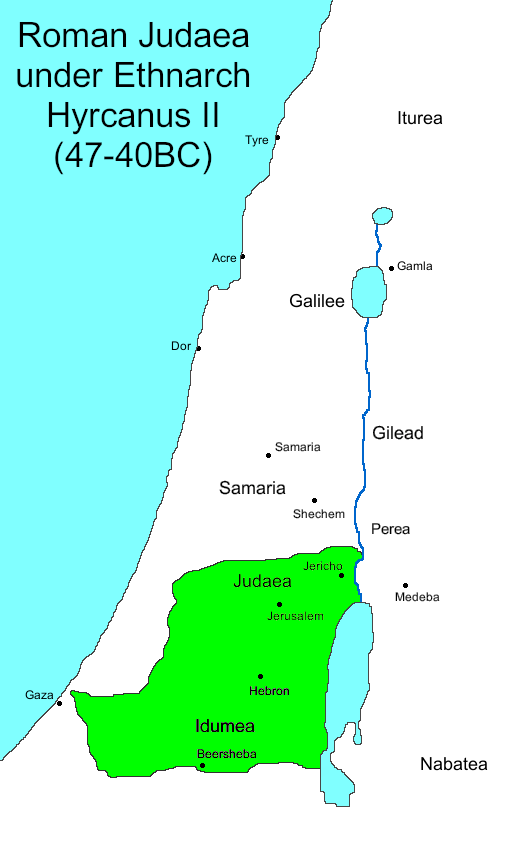
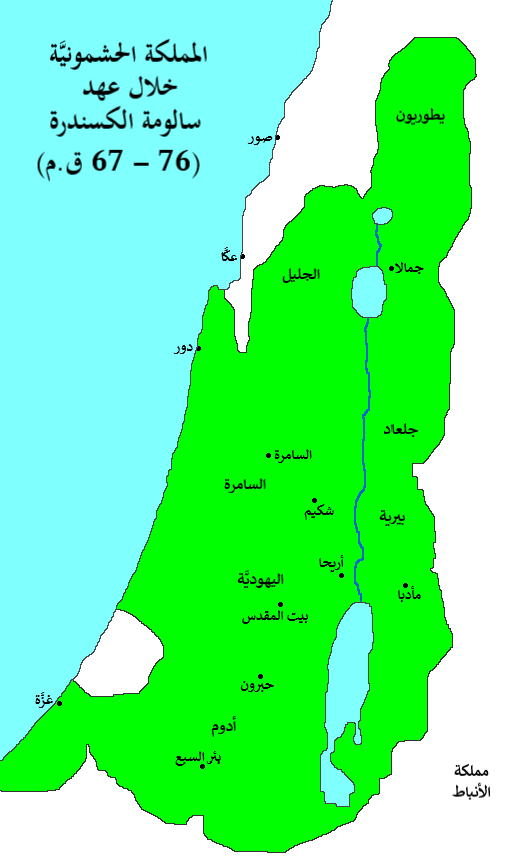
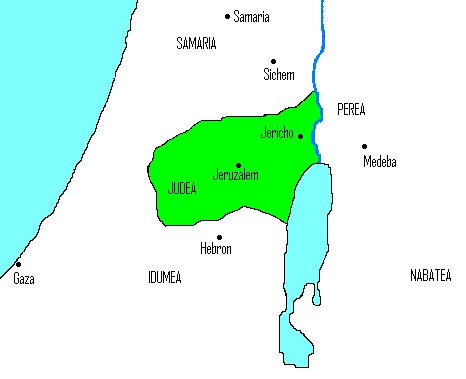